# SSPN
SSPN (англ. Sarcospan) – білок, який кодується однойменним геном, розташованим у людей на короткому плечі 12-ї хромосоми. Довжина поліпептидного ланцюга білка становить 243 амінокислот, а молекулярна маса — 26 618.
| 10         |  | 20         |  | 30         |  | 40         |  | 50         |
| ---------- |  | ---------- |  | ---------- |  | ---------- |  | ---------- |
| MGKNKQPRGQ |  | QRQGGPPAAD |  | AAGPDDMEPK |  | KGTGAPKECG |  | EEEPRTCCGC |
| RFPLLLALLQ |  | LALGIAVTVV |  | GFLMASISSS |  | LLVRDTPFWA |  | GIIVCLVAYL |
| GLFMLCVSYQ |  | VDERTCIQFS |  | MKLLYFLLSA |  | LGLTVCVLAV |  | AFAAHHYSQL |
| TQFTCETTLD |  | SCQCKLPSSE |  | PLSRTFVYRD |  | VTDCTSVTGT |  | FKLFLLIQMI |
| LNLVCGLVCL |  | LACFVMWKHR |  | YQVFYVGVRI |  | CSLTASEGPQ |  | QKI        |

A: Аланін

C: Цистеїн

D: Аспарагінова кислота

E: Глутамінова кислота

F: Фенілаланін

G: Гліцин

H: Гістидин

I: Ізолейцин

K: Лізин

L: Лейцин

M: Метіонін

N: Аспарагін

P: Пролін

Q: Глутамін

R: Аргінін

S: Серин

T: Треонін

V: Валін

W: Триптофан

Задіяний у такому біологічному процесі, як альтернативний сплайсинг. 
Локалізований у клітинній мембрані, мембрані, клітинних контактах, синапсах.